# Slottsbacken
För andra betydelser, se Slottsbacken (olika betydelser).
 Slottsbacken  är en gata och öppen plats i Gamla stan i Stockholm som går utmed slottets södra sida. Gatan går från Skeppsbron upp för backen mot väster. Vid norra sidan ligger Stockholms slott och i fonden mot väster märks Storkyrkan med den obelisk som Gustav III lät resa för att tacka Stockholms borgerskap för vakthållningen under kriget 1788–1790.

## Historik

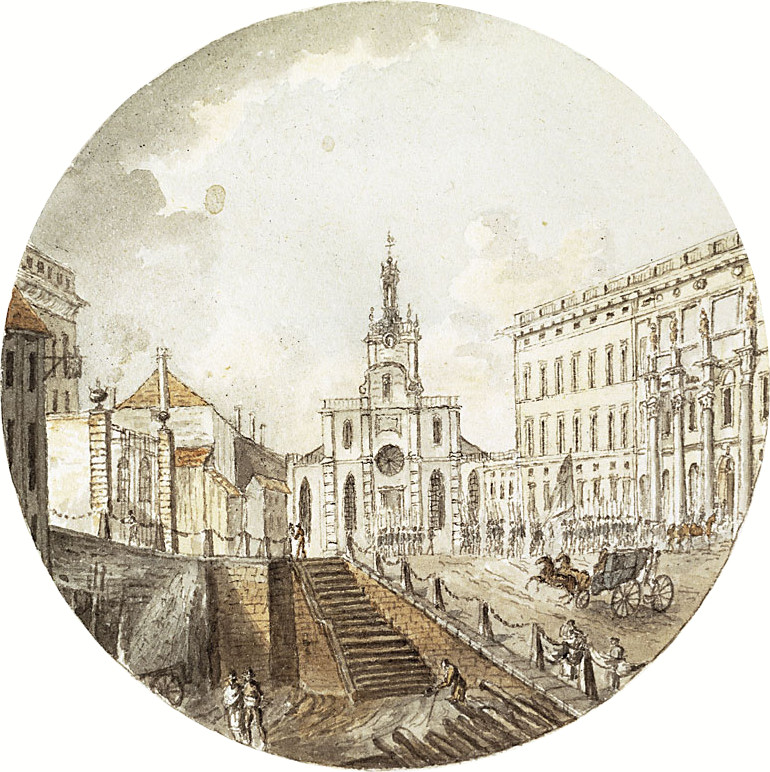
Slottsbacken ca 1790, man ser Storkyrkan i fonden, Kungliga slottet till höger, och till vänster kan man se Tessinska palatset och dess då stängda förgård. Martin Rudolf Heland.

Namnet Slotz bakken förekommer redan 1478 och avsåg inte bara själva backsluttningen utan även den öppna platsen öster om Storkyrkan. Under medeltiden kallades området söder om Slottet Tre Kronor för Sanden (1422 widh sanden) och utgjorde då en bred obebyggd grusbacke som sträckte sig från Storkyrkan ner till Saltsjön. Söder om Sanden låg slottets köksträdgård (se  Trädgårdsgatan. På 1470-talet användes även namnet Stallbacken på grund av de slaktbodar som fanns intill nuvarande Källargränd. 
Under 1600-talet omgestaltades Slottsbackens södra bebyggelse och nya påkostade stenhus uppfördes där. När nya Slottet byggdes var Slottsbacken en enda stor byggarbetsplats med upplägg för sten och byggnadsmaterial (se Saltkompaniets hus). När slottet stod färdigt 1750 hade slottsbacken förvandlats till den monumentala förplats den är idag, men arbeten avklarades först mot 1700-talets slut. 
Under kung Gustav III kom en ny fas av förnyelseplaner i Gamla stan, som skulle hylla kungens storhet. Efter hans finska fälttåg 1790 ville han resa en ärestod över sig själv högst uppe på Slottsbacken, ungefär på Storkyrkans plats. Både kungen och hans arkitekt Erik Palmstedt tyckte att kyrkan kunde rivas som framgår av Palmstedts ändringsförslag. Nere vid Saltsjön, på platsen för dagens Gustav III:s staty vid Skeppsbron hade båda tänkt sig en ny kunglig teater. Av allt detta blev till slut bara Gustav III:s staty realiserat, som placerades nere vid vattnet.
Idag är Slottsbacken en av Stockholms stora turistattraktioner. Turistbussarna parkerar uppe på backen med turister som vill besöka Stockholms slott och Gamla stan. Andra attraktioner kring Slottsbacken är Livrustkammaren, Obelisken och Storkyrkan. Kung Karl XIV Johans staty, som tidigare stod vid Slussen har sedan 2018 sin nya permanenta placering på Slottsbacken.

## Bilder, Slottsbacken då och nu

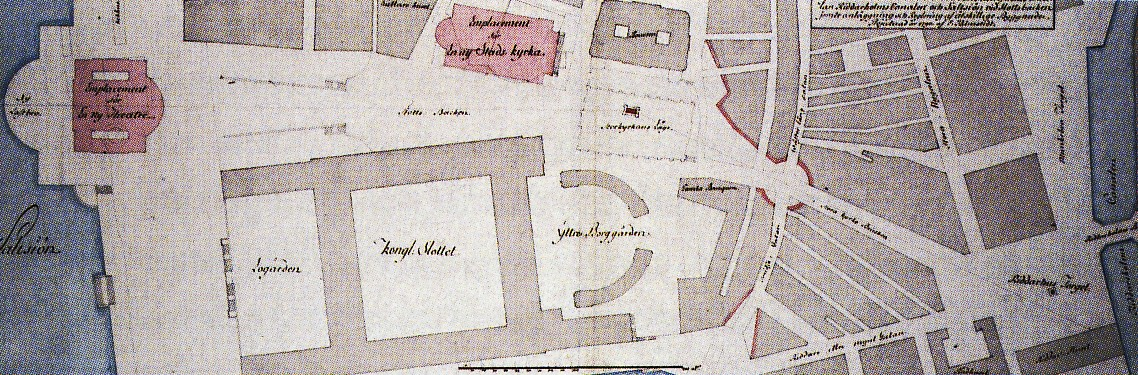
Erik Palmstedts förslag till omgestaltning av Slottsbacken med omgivning från 1790 (norr är nedåt)
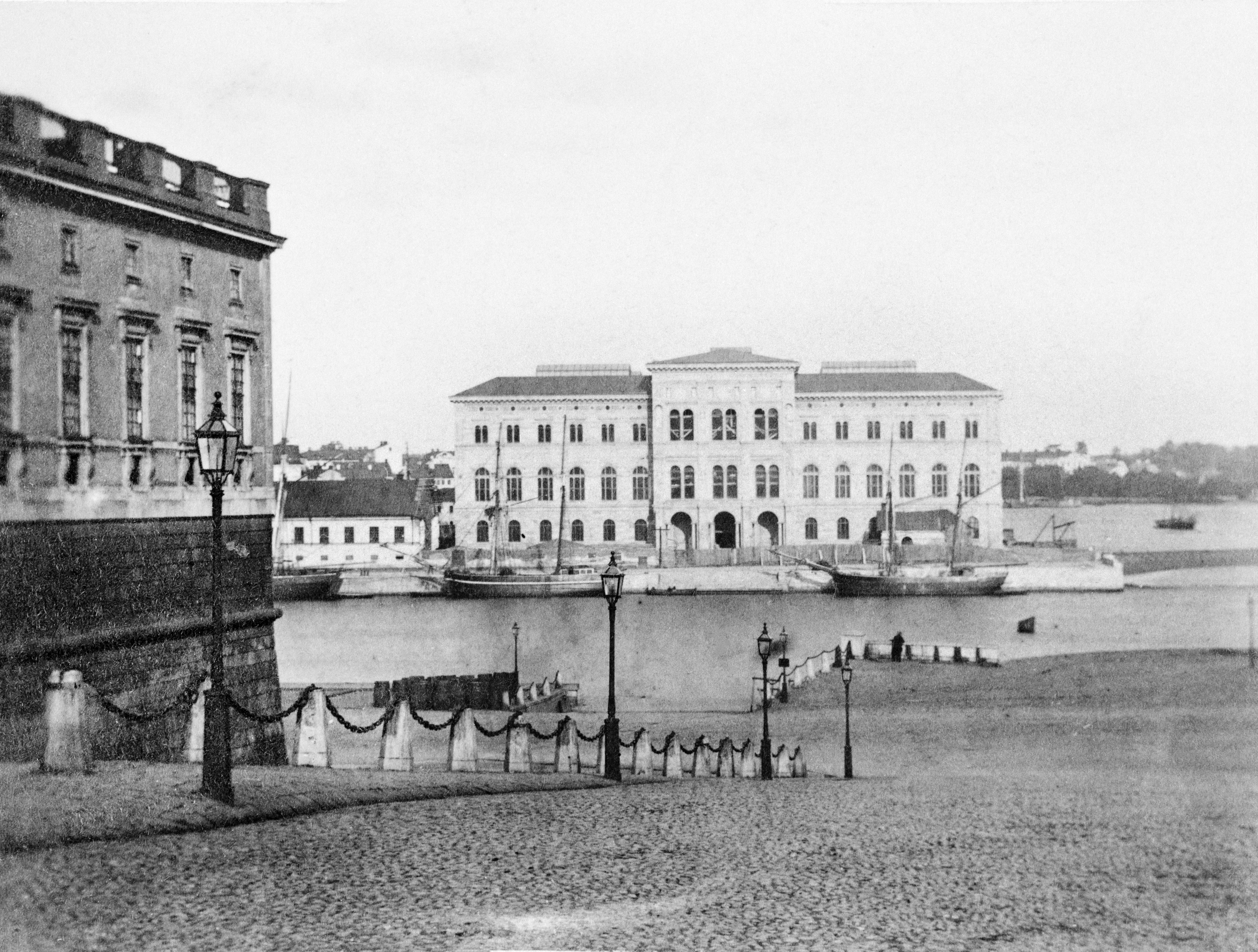
Slottsbacken mot öst på 1860-talet
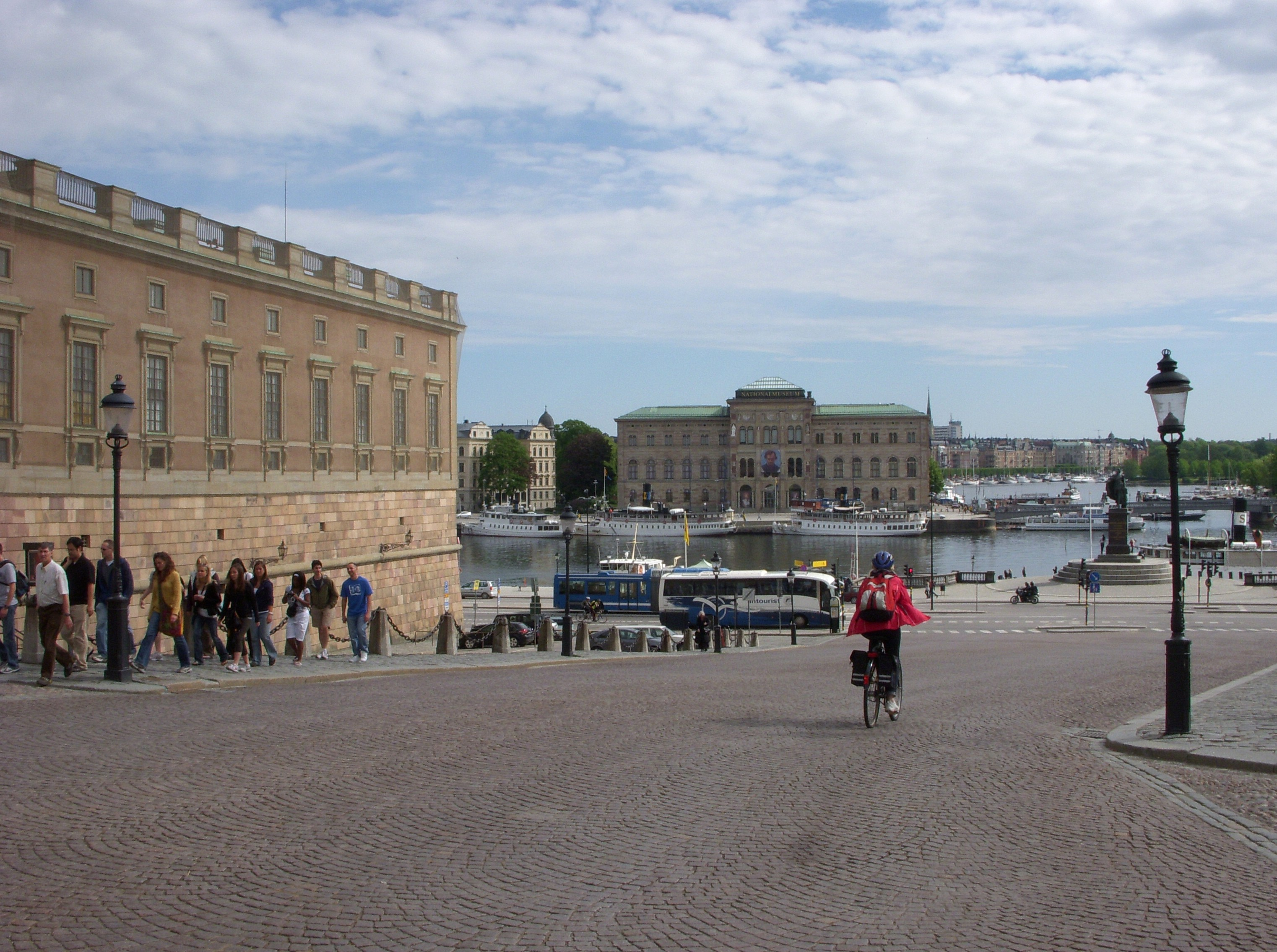
Slottsbacken mot öst, maj 2009
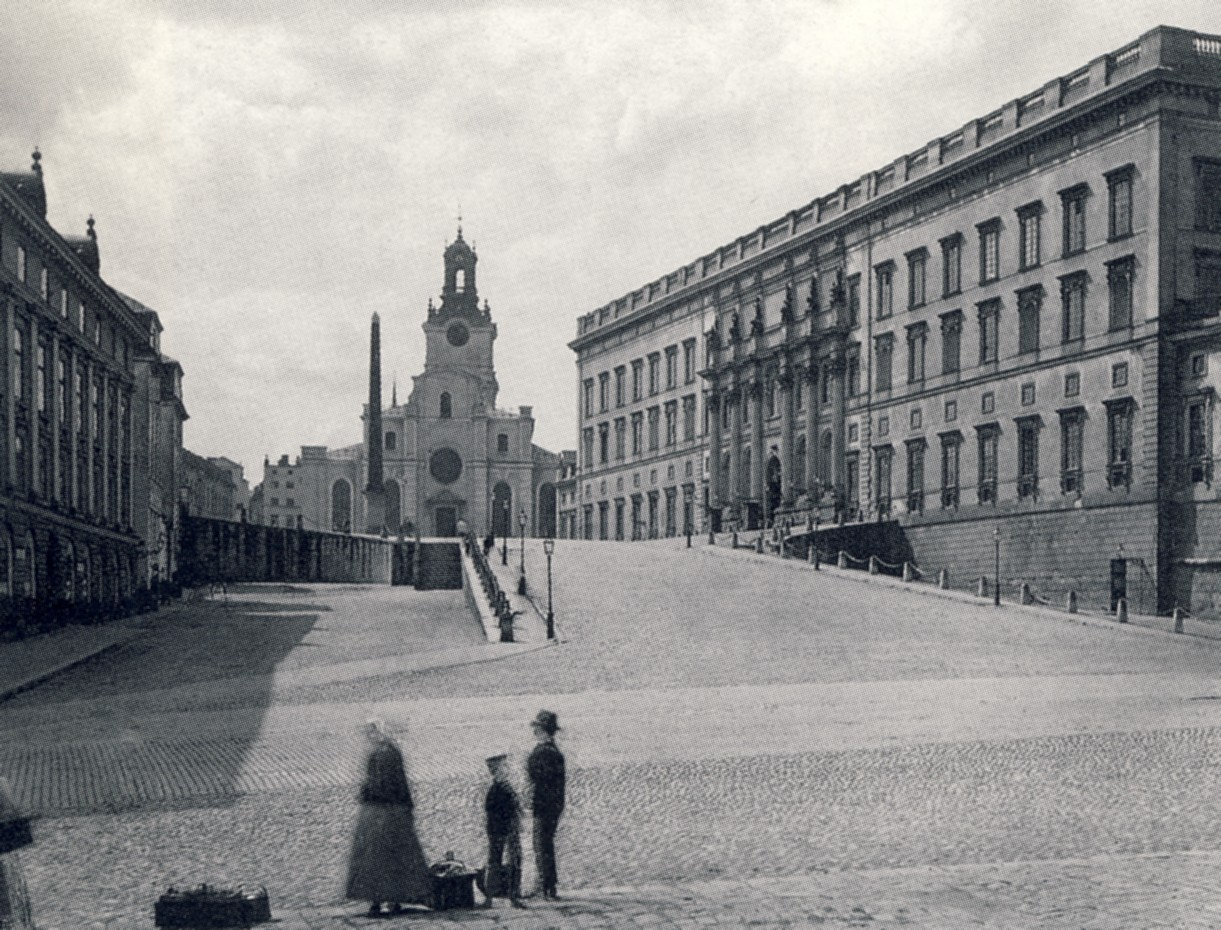
Slottsbacken mot väst på 1880-talet
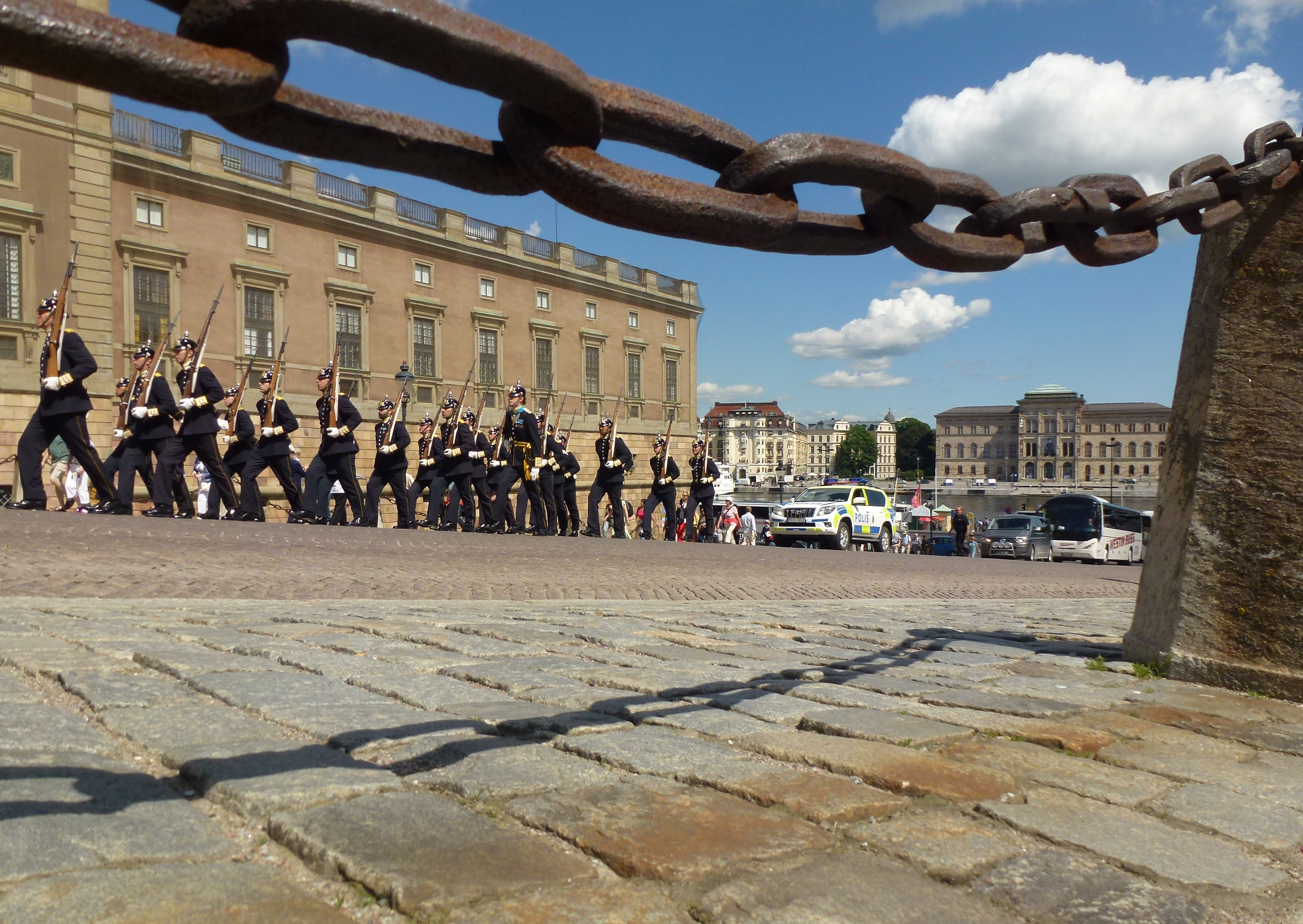
Högvakten på väg uppför Slottsbacken, 2012
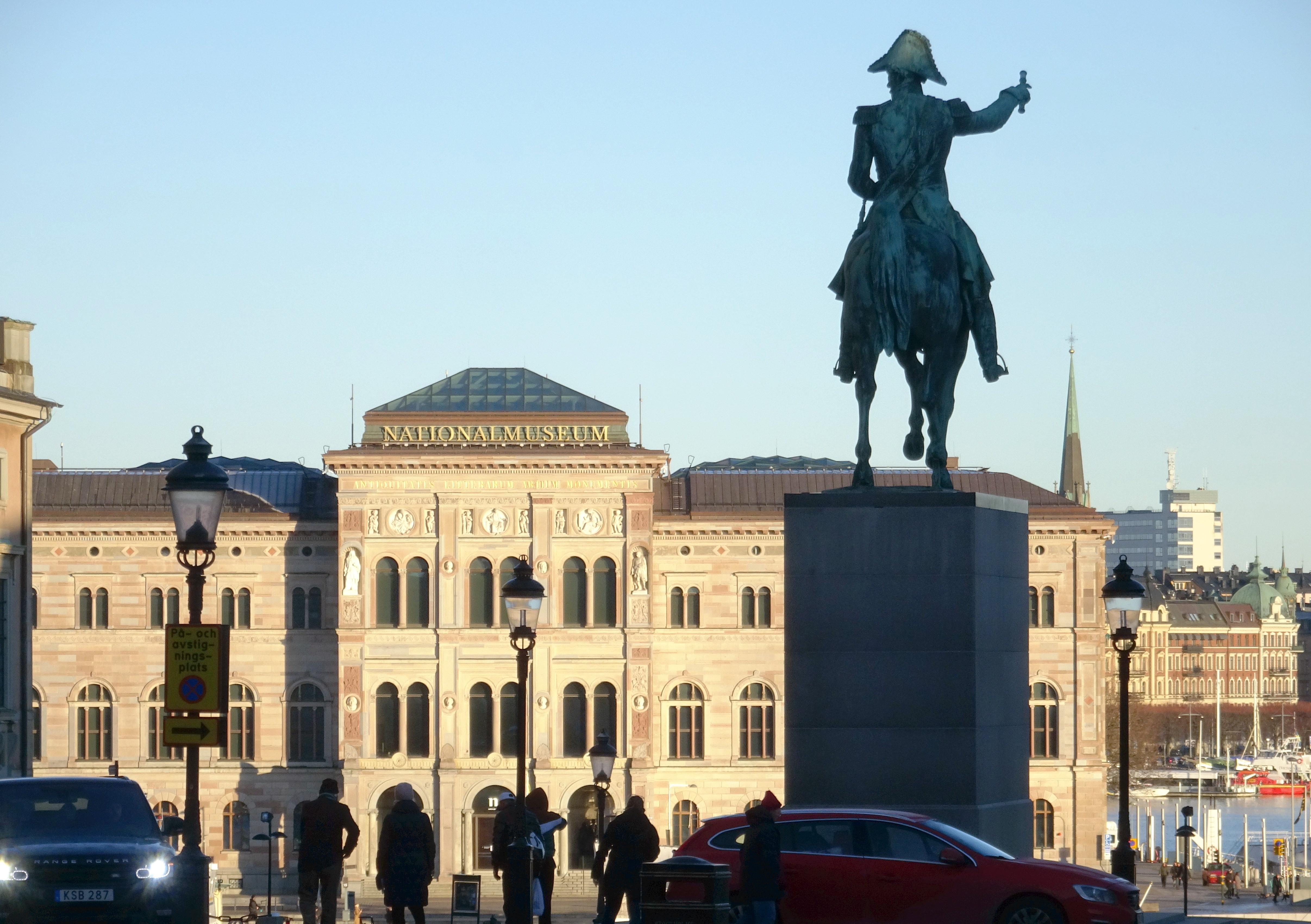
Sedan 2018 domineras övre delen av slottsbacken av Karl XIV Johans ryttarstaty
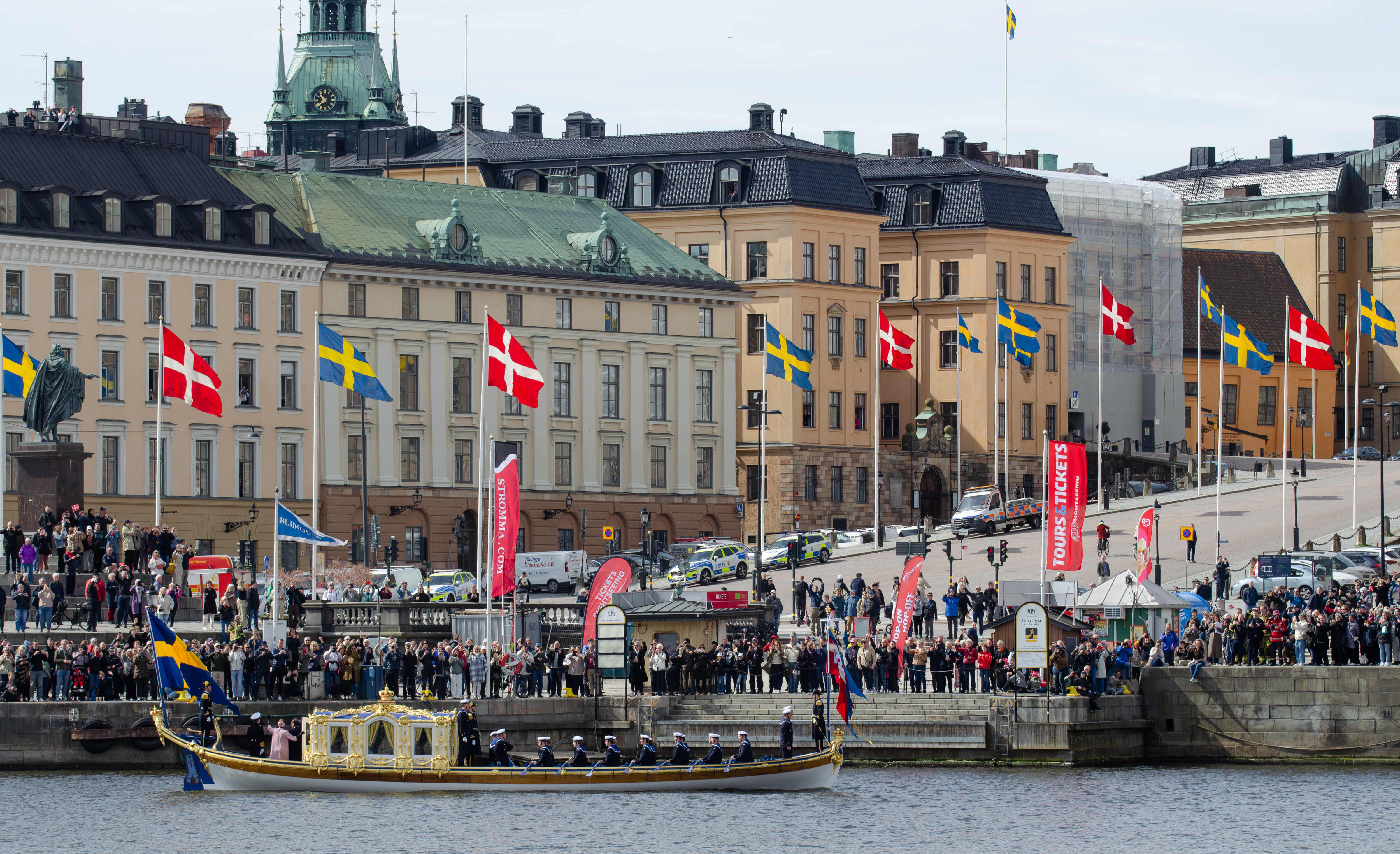
Slottsbacken under Frederik X:s statsbesök 2024.

## Fastigheter på södra sidan
Fastigheterna på Slottsbackens södra sida är, från Storkyrkan mot Skeppsbron:
- Hovförvaltningens hus, Slottsbacken 2, byggt 1911–12
- Finska kyrkan, Slottsbacken 2 B-C, byggt 1648–1653, invigd efter ombyggnad som kyrka 1725
- Tessinska palatset, Slottsbacken 4, byggt 1692–1697
- Kammarkollegiet, Slottsbacken 6, byggt 1675, ombyggt 1909
- Flemingska palatset, Slottsbacken 8, byggt på 1650-talet
- Stockholms telegrafstation, Slottsbacken 10 / Skeppsbron 2, byggd 1868

### Tidigare fastigheter
- Saltkompaniets hus, byggt 1647, rivet 1868
- Indebetouska huset, uppfört i etappar på 1700-talet, rivet 1911
- Stora Bollhuset, uppfört 1627, rivet 1793